# パホニア連隊
パホニア連隊（パホニアれんたい、ウクライナ語: Білоруський полк «Погоня»、ベラルーシ語: Беларускі полк «Пагоня»）は、2022年から2023年まで存在した、2022年にロシアに侵攻されたウクライナを防衛するために結成されたベラルーシ反体制派の義勇兵部隊である。

## 歴史
2022年3月30日、政治活動家のバディム・プロコピエフは、ウクライナ領土防衛部隊外国人軍団の一部としてのベラルーシ・パホニア連隊の編成の開始を発表した。2022年3月31日、ベラルーシ反体制派の指導者スヴャトラーナ・ツィハノウスカヤは、ソーシャルメディアを通じて部隊の編制を発表した。
この連隊はベラルーシの将校主導で設立され、ポーランドのワルシャワに募集センターがある。
2022年6月、パホニア連隊の戦闘員の最初のグループがウクライナ特殊作戦軍と契約を結んだことが判明した。同月、「パホニア」は「特殊目的連隊」として知られるようになった。連隊の戦闘員は、外国人軍団の教官の一人であるアメリカ人のマシュー・パーカーによって訓練された。
2022年9月14日、連隊の創設者の一人で副司令官のバディム・プロコピエフが連隊を去った。
2022年10月25日、パホニア連隊の航空偵察チームが、ウクライナ側で戦う別のベラルーシ人義勇兵部隊「カストゥーシュ・カリノーウスキ連隊」に移籍したことが明らかになった。
2022年10月28日、ベラルーシ内務省は、パホニア連隊を「過激派組織」と認定した。連隊のメンバーは過激派と関係があるとされる625人のリストに入っている。
2022年11月、パホニア連隊の戦闘員は、ウクライナに永住するベラルーシ人と共に公的団体「パホニア」を設立し、キックボクサーのヴィタリ・ウルコフが同団体の監督となった。
2022年11月、欧州議会はパホニア連隊への支持を表明する決議を採択した。
2023年7月、パホニア連隊は解散しベラルーシ人義勇兵達は他の部隊に再配属された。

## 損失
2022年9月26日、ドネツク州バフムートでの戦いにおいて、パホニア連隊の戦闘員Alyaksei Veshchavaylauが死亡した。